# Kevin Sanjaya Sukamuljo

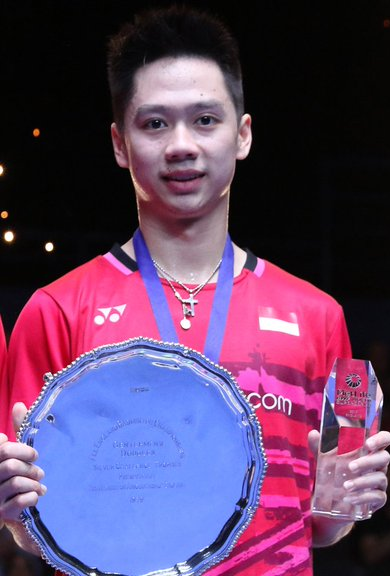
Sukamuljo bei den All England Super Series 2017

Kevin Sanjaya Sukamuljo (* 2. August 1996 in Banyuwangi) ist ein indonesischer Badmintonspieler. 

## Karriere
Kevin Sanjaya Sukamuljo gewann bei der Badminton-Juniorenweltmeisterschaft 2013 Silber im Mixed sowie Bronze bei der Junioren-Badmintonasienmeisterschaft im Herrendoppel. Bei den Singapur International 2011 belegte er Rang zwei im Doppel mit Lukhi Apri Nugroho. Weitere Starts folgten beim Indonesia Open Grand Prix Gold 2012 und beim Malaysia Grand Prix Gold 2013.